# Ребург-Локкум
Ребург-Локкум (нім. Rehburg-Loccum) — місто в Німеччині, розташоване в землі Нижня Саксонія. Входить до складу району Нінбург.
Площа — 99,99 км2. Населення становить 10 107 ос. (станом на 31 грудня 2021).

## Пам'ятки
- Локкумський монастир

## Галерея

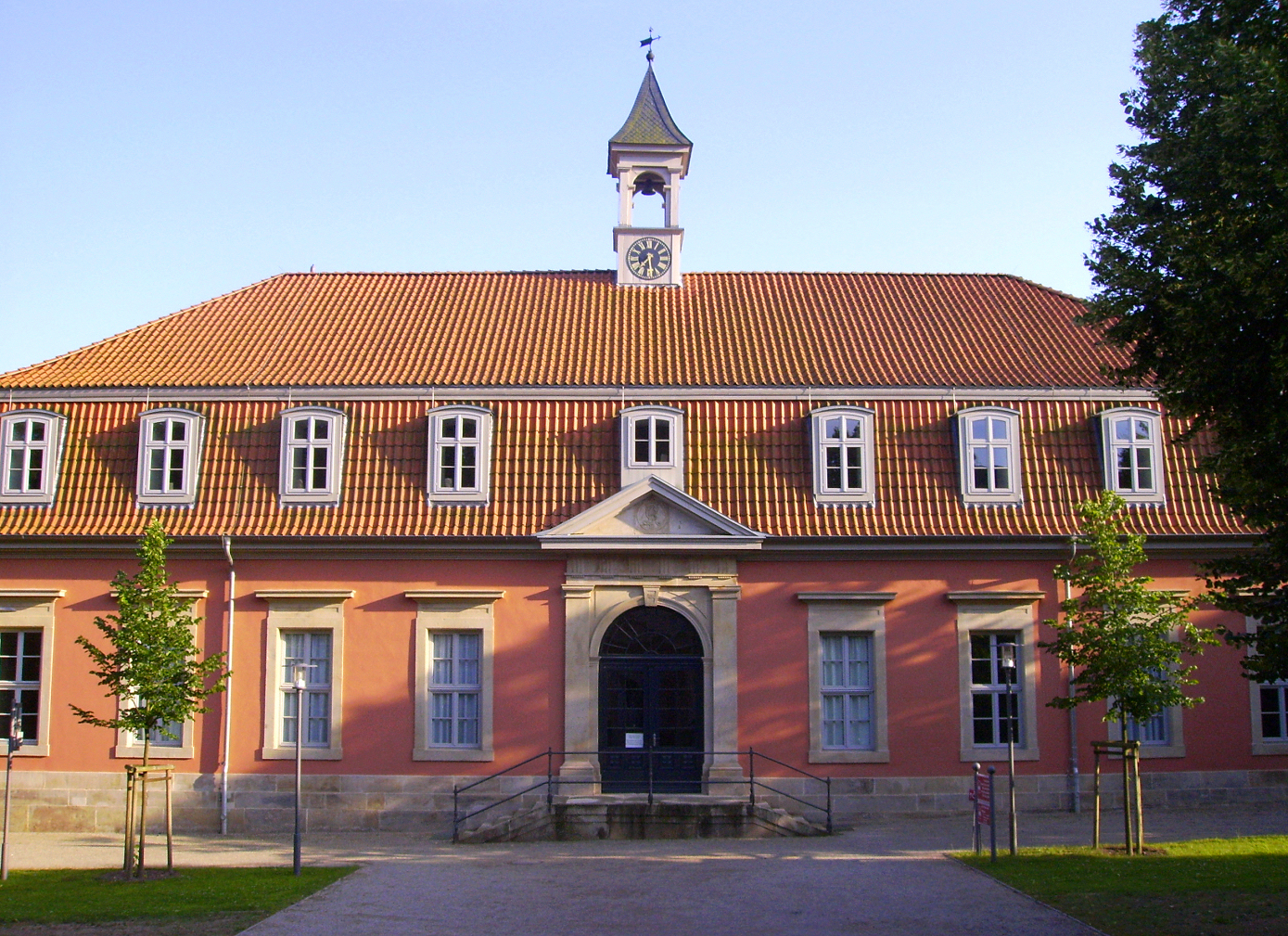
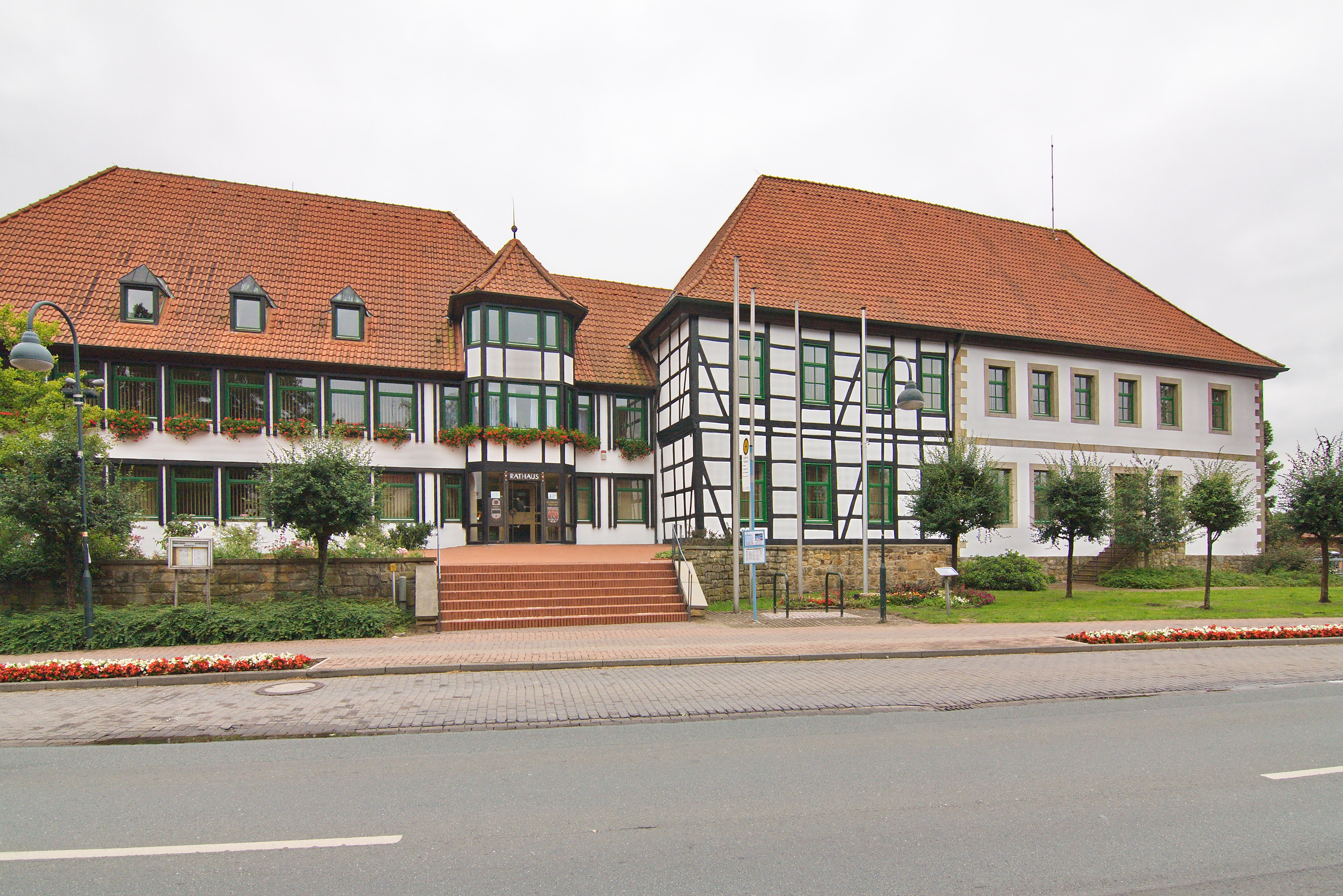
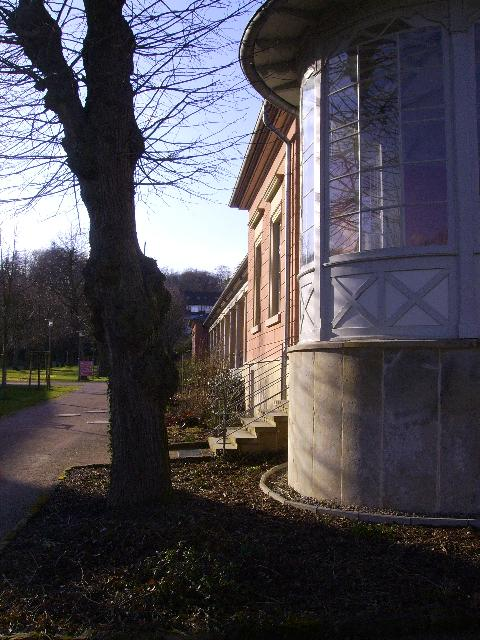
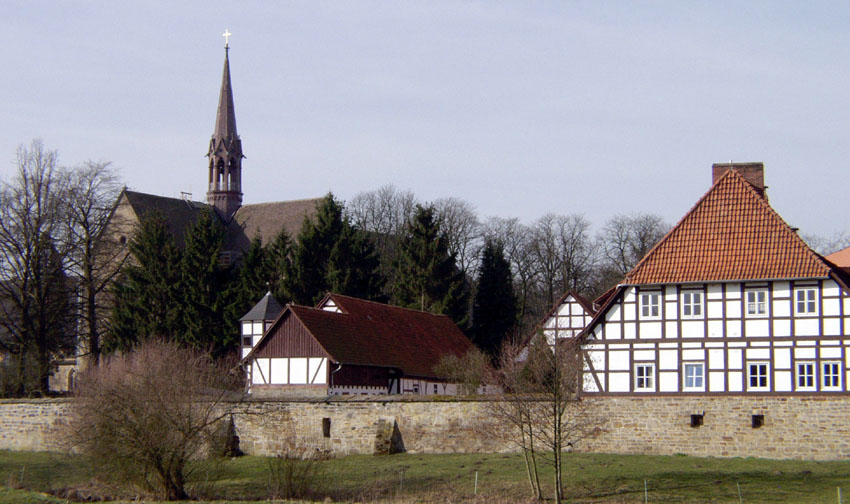
Локкумський монастир
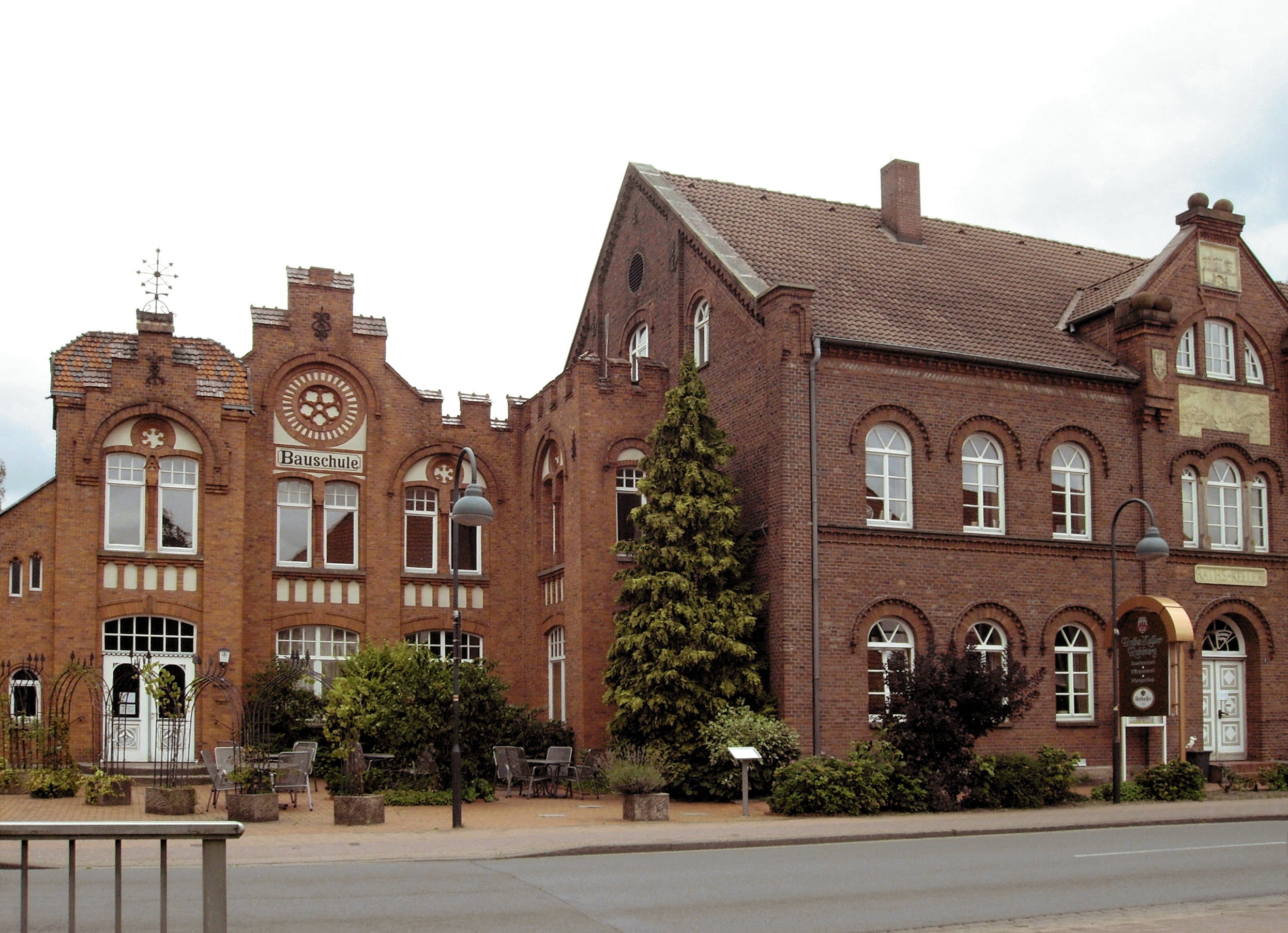
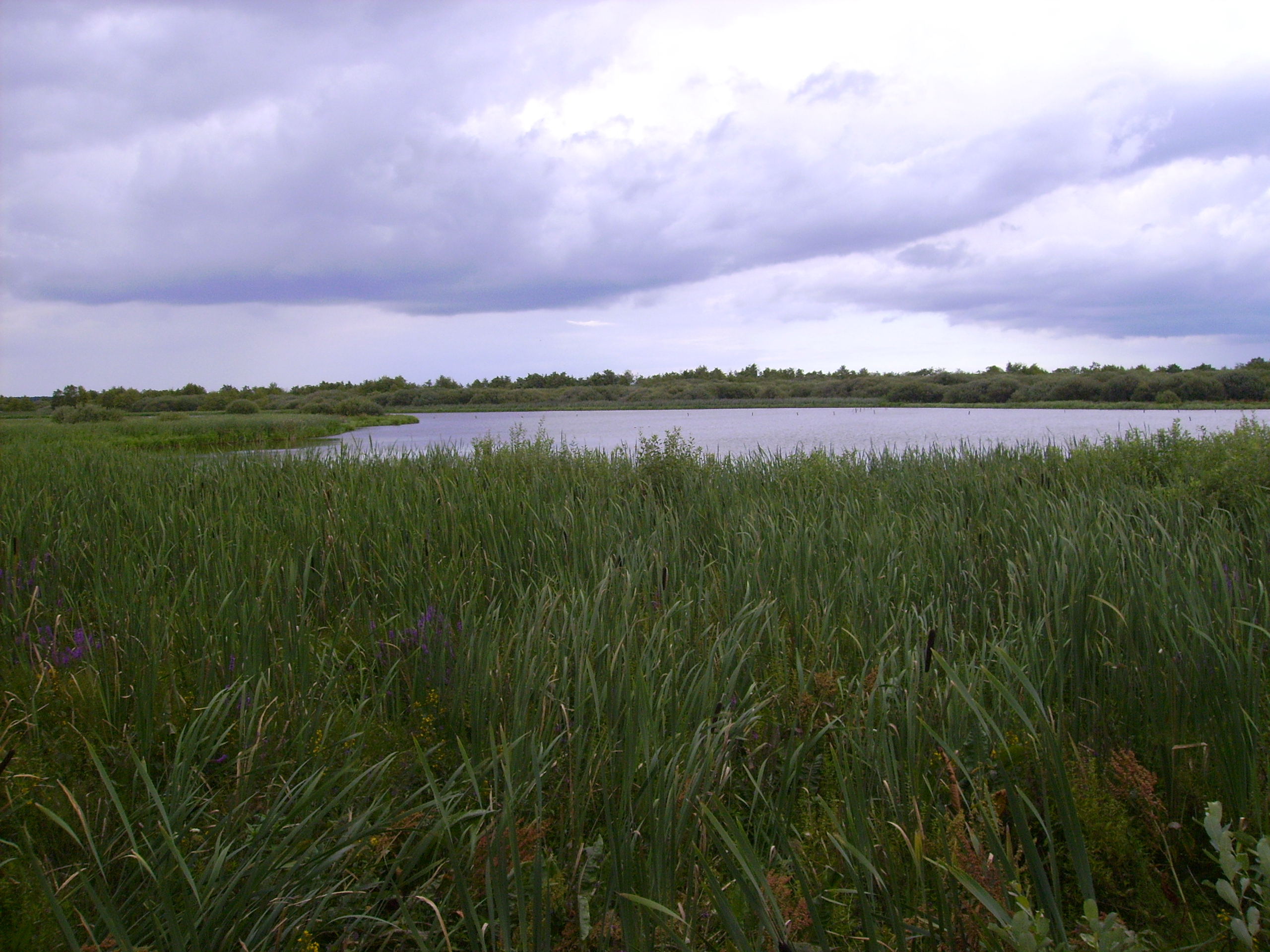